# David Strauss
Pour les articles homonymes, voir Strauss.
David Friedrich Strauss, né à Ludwigsbourg, près de Stuttgart, le 27 janvier 1808 et mort à Ludwigsburg le 8 février 1874, est un historien et théologien wurtembergeois.
Disciple de Hegel, il est à l'origine de la thèse sur le schisme entre « hégéliens de gauche » (parmi lesquels il se range lui-même) ou « jeunes hégéliens », et « hégéliens de droite » ou « vieux hégéliens », termes générationnels presque synonymes. Sur le plan théologique, l’hégélianisme l'a porté à voir dans les Évangiles une collection de mythes.

## Biographie
Après des études de théologie, pendant lesquelles il lit Hegel et Schleiermacher, il est répétiteur de philosophie au séminaire protestant de Tübingen de 1832 à 1835, là où Hegel, Schelling et Hölderlin avaient été élèves 45 ans auparavant.
Son premier ouvrage est La Vie de Jésus (Das Leben Jesu), paru en 1835 et traduit en français par Émile Littré entre 1839 (tome 1) et 1853 (tome 2). Ce livre a scandalisé son époque en montrant un Jésus historique et non divin et par sa vision des évangiles comme récit inconscient des premières communautés chrétiennes. C'est avec ce livre que démarre le courant philosophique des Jeunes hégéliens[réf. nécessaire]. Après la publication de cet ouvrage, David Strauss fut révoqué et vécut désormais comme professeur de lycée et homme de lettres dans sa ville natale.
Sous l'influence de la philosophie hégélienne de l'histoire, Strauss est amené à replacer le message de Jésus dans la culture et la religiosité de son temps, qu'il oppose à la dogmatique des églises du XIXe siècle.
Son travail historique sur le nouveau testament fait de lui l'un des pionniers de l'investigation historique sur Jésus. Les positions de Strauss ont été critiquées, entre autres, par Bruno Bauer dans sa Kritik der evangelischen Geschichte der Synoptiker (1840-1841) et dans Philo, Strauss, Renan und das Urchristentum (1874) : ces critiques portent, notamment, sur la priorité chronologique de Marc par rapport à Matthieu et à Luc, que Strauss contestera tout au long de sa vie en dépit des travaux décisifs de Christian Hermann Weisse (Die evangelische Geschichte kritisch und philosophisch bearbeitet paru en 1838) et de Christian Gottlob Wilke (de) (Der Urevangelist,également paru en 1838) et sur la conscience messianique de Jésus au sujet de laquelle Bauer reste réservé
En 1837, Strauss répond aux critiques dans un livre Streitschriften zur Vertheidigung meiner Schrift über das Leben Jesu. Puis, dans la troisième édition de l'ouvrage (1839), et dans les Zwei friedliche Blätter, il a fait des concessions importantes à ses critiques, qu'il retire dès la quatrième édition (1840). L'œuvre est traduite en anglais par George Eliot (avec une préface en latin par Strauss, 1846).
Il est nommé comme professeur à l'Université de Zurich en 1839, ce qui déclenche un conflit ouvert entre le gouvernement libéral du canton et la campagne conservatrice. Ce conflit aboutit à une tentative de coup d'État, le Zürichputsch.
En 1840 et l'année suivante, il édite son Christliche Glaubenslehre (2 volumes), dont le principe est que l'histoire des doctrines chrétiennes est leur désintégration. Avec ce livre, il retourne à la théologie, et deux ans plus tard (1864), il publie son Leben Jesu für das deutsche Volk (13e édition en 1904) qui ne produit pas un effet comparable à celui de la première Vie. Les réponses à ce livre sont nombreuses ; Strauss leur répond dans son pamphlet Die Halben und die Ganzen (1865), dirigé particulièrement contre Daniel Schenkel (de) et Ernst Wilhelm Hengstenberg.
En 1865, son livre Der Christus des Glaubens und der Jesus der Geschichte (traduction française Le Christ de la foi et le Jésus de l'Histoire) est une critique sévère des conférences posthumes de Schleiermacher qui venaient d'être éditées sous le titre La Vie de Jésus. L'expression est demeurée d'un usage classique, et passée dans le langage courant des exégètes du Nouveau Testament. Il suffit de voir le nombre de "Vies de Jésus" publiées dans le cadre de cette recherche dont la plus célèbre est probablement celle d'Ernest Renan.
En 1872, il publie L'Ancienne et la Nouvelle Foi, dont Nietzsche, dans la première des Considérations inactuelles, critique l'historicisme, hostile à la vie.

## Un disciple de Hegel
Selon le philosophe et germaniste français Norbert Waszek, David Friedrich Strauss  — « un disciple de Hegel, qui devait révolutionner toute la théologie du XIXe siècle » —  est à l'origine de la thèse  d'un « schisme dans l'école hégélienne ». En effet, « dans la défense de sa Vie de Jésus [Streitschriften zur Vertheidigung meiner Schrift über das Leben Jesu], Strauss avait classé les disciples de Hegel selon l'ordre des places en usage dans le Parlement français » : il les répartit alors « entre une “gauche” (dans laquelle il se situait lui-même) », « une droite » où il range : K.F. Göschel (1781-1861), G.A. Gabler (1786-1863) et Bruno Bauer (1809-1882) et un « centre » représenté par Karl Rosenkranz (1805-1879). Bien que ce ne fût « qu'un bon mot » bien compris à l'époque par ses contemporains, celui-ci « fut pris au sérieux par la suite » pour figurer une « querelle des héritiers ».

C'est à David Friedrich Strauss qu'on doit ce jeu de mots (en allemand), caractéristique de « la  présence quasi institutionnelle de la pensée hégélienne dans les universités prussiennes » au lendemain du décès du philosophe en 1831 à Berlin : 

« Hegel est mort (gestorben), certes, mais il n'a pas disparu (ausgestorben) »

— David Friedrich Strauss